# روزا جينوني
روزا جينوني (1945- 1867) خياطة إيطالية ومصممة أزياء ومعلمة ونسوية ومدافعة عن حقوق العمال. كان لها مسيرة مهنية ناجحة في مجال تصميم الأزياء من خلال تصميماتها المبتكرة، مثل تصميمها لفستان تاناغرا. كانت روزا جينوني المندوبة الإيطالية في المؤتمر الدولي للمرأة، لاهاي، هولندا، المقام من 28 أبريل وحتى 10 مايو في عام 1915. خابت مساعيها الناشطة وكذلك رغبتها في جعل إيطاليا رائدة في مجال الأزياء والموضة، في ظل حكم الفاشية.

## سيرة حياتها
ولدت روزا جينوني (1945- 1867) في بلدة تيرانو في لومباردي، على بعد نحو 40 ميل من ميلانو. كانت الأكبر بين 19 طفلًا، بقي منهم 12 على قيد الحياة. انتقلت جينوني إلى ميلانو في سن العاشرة بحثًا عن وظيفة، ووجدت عملًا في متجر خياطة تعود ملكيته لأحد الأقارب. مع بلوغها سن الثامنة عشرة، تأهلت لتصبح خياطة رئيسة. وبدأت خلال هذا الوقت في الانضمام إلى الأوساط الاشتراكية في ميلانو. كانت مدافعة قوية عن تحرر المرأة وحقها في الحصول على التعليم.
أُرسلتْ جينوني إلى باريس بين عامي 1884 و1885، كمندوبة عن حزب العمال الإيطالي، وهو الحزب السلف للحزب الاشتراكي الإيطالي. كانت المرأة الوحيدة الحاضرة هناك. بقيت جينوني في باريس ووجدت عملًا في متجر خياطة إيطالي صغير. انغمست جينوني في عالم الموضة أثناء تواجدها هناك، واستمرت في إتقانها أساليب الخياطة والتطريز والعمل مع دور الأزياء المعروفة.
سرعان ما عادت جينوني إلى ميلانو مصممةً على تطوير عقلية «صُنع في إيطاليا» والتوعية فيما يتعلق بالإنتاج الإبداعي في وطنها الأم. كان نشاطها ساعيًا بلا هوادة، فدافعت رافعةً صوت المرأة، مطالبة بأجورٍ أفضل للنساء وشاركت في الاحتجاجات ضد استغلال عملهن. قابلت جينوني أثناء نشاطها في هذه القضايا، نساءً أخريات منخرطات في الحركات الاشتراكية والنسوية. دعتها الصحفية آنا ماريا موزوني للمشاركة في المؤتمر الدولي الاشتراكي العمالي في زيورخ. كانت جينوني نشطة أيضًا مع نساءٍ أخريات في الأيام الأولى للرابطة النسوية (ليغا فيمينيلي)، التي جمعت الخياطات وصانعات القبعات. كانت هذه المؤسسة مناصرًا هامًا، ربط عمل المرأة في صناعة الملابس وإنتاجها، بالسياق الأوسع لحركة المرأة نحو التحرر والحق في التعليم والمساواة. في إحدى الاحتجاجات التي كانت تقيمها الخياطات، التقت جينوني بالزعيمة النسوية الاشتراكية آنا كوليشوف التي غدت فيما بعد زبونة لديها وصديقة مخلصة.
انخرطت جينوني منذ ثمانينيات القرن التاسع عشر فصاعدًا، في الحركة النسوية، أولًا مع اليسار الراديكالي لأبيغال زانيتا (1945- 1875) ومن ثم مع الأفكار الأكثر اعتدالًا وإصلاحية لآنا كوليشوف. بشكل موازٍ لسياق نشاطها وعملها في مجال الأزياء، توظفت جينوني في دار الأزياء إتش. آرت إي فيلس في عام 1895، وكانت في ذلك الوقت دار أزياء مهمة في ميلانو ولها فروعًا في سان ريمو ولوسيرنا وسانت موريتز. ترقت جينوني إلى منصب منسّق مشرف في عام 1903، وهو نفس العام الذي أنجبت فيه طفلتها فاني، ثمرة علاقتها مع رفيقها المحامي ألفريدو بودريدر الذي التقت به عندما كانت عضوًا في جماعة بيترو غوري.
أضافت جينوني في عام 1905إلى مسيرتها المهنية، تدريس مادة تاريخ الأزياء، في المدرسة المهنية للمرأة في الجمعية الإنسانية في ميلانو، إلى جانب وظيفتها في دار الأزياء إتش. آرت إي فيلس، والتزامها بالنشاط من أجل السلام وحقوق المرأة. أدارت كذلك قسم صناعة الملابس في الجمعية الإنسانية، وهي الوظيفة التي شغلتها حتى عام 1925، ورفضت في ذلك الوقت أداء قسم الولاء للنظام الفاشي.

## ميلان إكسبو (1906)
كانت جينوني حين حلول معرض ميلانو في عام 1906، لا تزال تعمل كمنسّق مشرف في دار أزياء إتش. آرت إي فيلس، فرع ميلانو، الذي كان معروفًا بتقليد التصاميم الباريسية. وعندما اقترحت على مديرها المشاركة في المعرض، أجاب بأن ذلك مستحيل لأن الدار معروف بإعادة إنتاج الأزياء الباريسية، مضيفًا أنها تستطيع المشاركة بعرض تصاميمها الخاصة، وهذا ما فعلته بكل فخر.
انتهى الأمر بجينوني أن تحضّر تصاميمًا مرتين من أجل المعرض، وذلك بعد اندلاع حريق في أرضه ما أدى إلى تدمير المبنى الذي ضمّ إبداعات جينوني وآخرين. سارعت جينوني إلى استكمال فساتين جديدة للمعرض في مدة زمنية قصيرة جدًا ونالت في نهاية المطاف الاعتراف بمواهبها كمصممة فساتين «صنع في إيطاليا» التي سعت إليها: حصلت على الجائزة الكبرى للجنة التحكيم الدولية عن تصميمين إبداعيين عرضتهما في المعرض.
وثّقت جينوني مشاركتها في المعرض ضمن كتيّب بعنوان (إلى الزائر 1906)، أعربت من خلاله عن نيتها تصميم أزياء إيطالية وابتكار أسلوب إيطالي محلي كجزء لا يتجزأ من إحياء الفنون في إيطاليا في ذلك الوقت، مساهمةً في تشكيل الهوية الوطنية.

## الأزياء
يرجع إلهام روزا جينوني إلى ثلاث حقب متميزة: عصر النهضة المبكّر، العصور اليونانية الرومانية والعصور القديمة الكلاسيكية، والعصر الحديث. استوحت جينوني ملابس السهرة من رسامي عصر النهضة ساندرو بوتيتشيلي (لوحة الربيع، بريمافيرا) وبيزانيلو. مازجت جينوني بين أساليب اللف والطي والربط والتثبيت (التدبيس)، ما أعطى المرأة القدرة على تغيير فستان التاناغرا الخاص بها، الفستان الذي استوحته جينوني من تماثيل تاناغرا. أما أزياء جينوني في العصر الحديث فمستوحاة من الطاقة الحديثة المتمثلة في وسائل النقل والتنقل، ما نتج عنه مجموعة من الملابس غير الرسمية، بما في ذلك الفساتين المناسبة للسفر بالطائرة.

## نشاطها
كما ذُكر أعلاه، عملت روزا جينوني بنشاط من أجل لفت الانتباه إلى محنة العمال وعدم المساواة في الحقوق بين الرجل والمرأة، والجهود المناهضة للحرب وحفظ السلام. انعقد المؤتمر الوطني الأول للمرأة الإيطالية في روما في أبريل من عام 1906. كان هذا أول اجتماع وطني رسمي لمختلف الجمعيات والمجموعات النسائية من جميع أنحاء إيطاليا، التي اجتمعت معًا كمجلس، هو المجلس الوطني للمرأة الإيطالية (CNDI). تأسس المجلس في عام 1903، وهو الفرع الإيطالي للمجلس الدولي للمرأة الذي تأسس في واشنطن في عام 1888. كان المؤتمر الروماني أول منتدى عام وطني في إيطاليا للحركة النسوية. عُقد المؤتمر الذي استمر لمدة أسبوع حول ستة مواضيع: 1) التعليم والتوجيه؛ 2) المساعدة والوقاية؛ 3) الوضع الأخلاقي والقانوني للمرأة؛ 4) النظافة؛ 5) الفن والأدب النسائي؛ 6) الهجرة. وكانت روزا جينوني من المتحدثين الرسميين في القسم الخامس وألقت كلمة بعنوان «فن اللباس».
حضرت روزا جينوني جنبًا إلى جنب مع العديد من النساء البارزات الأخريات، بما في ذلك جين أدامز وروزيكا شويمر، المؤتمر الدولي للمرأة، المقام من 28 أبريل - 1 مايو من عام 1915، في لاهاي، هولندا. كانت روزا المندوبة الإيطالية الوحيدة في الكونغرس ومثلت عددًا من المنظمات الإيطالية المناصرة لحقوق المرأة والسلام.
راقبت قوات الأمن المحلية روزا جينوني بسبب أنشطتها السلمية ومشاركتها في الحملة المناهضة للحرب. تشير الوثائق الموجودة في ملفها إلى تصنيفها على أنها ناشطة «هدَّامة» و«اشتراكية» و«فوضوية». وقد رُفض جواز سفرها في بعض الأحيان. واصلت جينوني الدعوة إلى السلام على الرغم من المراقبة التي تعرضت لها والتهديد خلال سنوات الحرب العظمى والفاشية. هاجمت موقف المستقبليين المؤيد للحرب وكتبت بوضوح عن موقفها في مقالات نُشرت في صحيفة اشتراكية لافانتي.
سيطر النظام الفاشي على الحياة اليومية الإيطالية بحلول عام 1935. فتخلت جينوني في ظل هذه الظروف عن حلمها في ابتكار «أزياء إيطالية» وخلق مجتمع أكثر ديمقراطية ومساواة يدافع عن حقوق الطبقات الدنيا.

## الأنثروبوصوفيا
كانت روزا جينوني من أتباع فلسفة الأنثروبوصوفيا ومهتمة بالتعاليم الروحية للفيلسوف النمساوي رودولف شتاينر. قدمت أصغر أشقائها، الفنان الإيطالي إرنستو جينوني، إلى اجتماعات جمعية الأنثروبوصوفيا في ميلانو. هاجر إرنستو بعد ذلك إلى أستراليا وقدم إخوته الذين كانوا يعملون في الزراعة في أستراليا الغربية إلى مجتمع الأنثروبوصوفيا. وشارك في تأسيس أول مجموعة للأنثروبوصوفيا وأسس أول مزرعة حيوية في ملبورن، أستراليا. لذلك كان لروزا دور أساسي في نشر تعاليم رودولف شتاينر في أستراليا.